# Peter Veselovský
Peter Veselovský (11. listopadu 1964 Liptovský Mikuláš – 2. srpna 2025) byl slovenský hokejový útočník hrající na pravém křídle.
Začínal v rodném Liptovském Mikuláši, po vojně ve VTJ Michalovce nastoupil do VSŽ Košice, kde získal v roce 1988 mistrovský titul. Dostal se i do reprezentace, za Československo odehrál 25 zápasů a vstřelil v nich 3 branky, za Slovensko odehrál 16 zápasů a vstřelil 4 branky. Československo reprezentoval na olympiádě 1992 a MS 1992, v obou případech skončil národní tým na třetím místě. V roce 1994 odešel do Plzně, kde se stal prvním cizince v historii klubu. Po návratu do Košic pomohl týmu k zisku slovenského titulu. Kariéru končil ve Francii a Maďarsku. S klubem Dunaferr SE Dunaújváros se stal v roce 2000 mistrem Maďarska a zároveň byl vyhlášen nejlepším cizincem v soutěži. Aktivní kariéru ukončil v roce 2003, od té doby pracoval jako dělník ve firmě U. S. Steel Košice.